# John White (compositeur)
Pour les articles homonymes, voir John White et White.
John White, né le 5 avril 1936 à Berlin en Allemagne et mort le 4 janvier 2024, est un compositeur britannique de musique expérimentale et également associé au mouvement de la musique minimaliste.

## Biographie
Instrumentiste de piano et de tuba, John White a étudié au Royal College of Music. Influencé par le travail des pionniers de la musique minimaliste, notamment Steve Reich, il travailla avec Cornelius Cardew, Howard Skempton et Gavin Bryars dans les années 1960-70. Avec Christopher Hobbs et Dave Smith, il participe à la création des Systems music.
Compositeur prolifique, il a écrit plus de 160 sonates pour piano, 21 symphonies, plus de 30 œuvres pour ballet.